# Cuchillo de palo
108 Cuchillo de Palo es un documental español dirigido por la paraguaya Renate Costa, estrenado en febrero de 2010 en la Berlinale. La intención de Renate Costa al realizar el documental fue dar a conocer el maltrato y las torturas que sufrieron los homosexuales en Paraguay durante la dictadura de Stroessner.

## Producción
Renate Costa fue a Barcelona en 2006 para realizar un máster en documental de creación de la Universidad Pompeu Fabra, ya con la idea de filmar este documental. Tardó dos años en prepararlo y otros dos en rodarlo.
El documental se centra en la vida y la muerte de Rodolfo Costa, tío de la directora Renate Costa, que emplea como elemento central para contar la vida y la persecución de los llamados «108» durante la década de 1980. Rodolfo apareció muerto en su piso en el año 2000, desnudo, tendido en el suelo. Cuando Renate preguntó cómo había muerto su tío, le respondieron que «de tristeza». La respuesta le chocó mucho, ya que sólo conocía a su tío como una persona alegre. Esto le llevó a reflexionar sobre el asunto. Así, el relato está centrado en los recuerdos y punto de vista de la directora, pero también en los del padre de la directora, hermano de Rodolfo.

## Argumento
Todos los hermanos Costa fueron herreros, como el padre, a excepción de Rodolfo, que quería ser bailarín. Investigando en la historia de su familia, Renate descubrió que su tío fue incluido en las «listas de homosexuales o 108» y que había sido detenido y torturado por el régimen. No fue hasta que el Partido  perdió las elecciones en 2008 que los afectados por las listas se atrevieron a hablar. Renate Costa entrevistó y filmó a diversas personas que habían estado listadas, sobre todo a los amigos de su tío, que ahora tienen en su mayoría unos 50 años. Algunas entrevistas fueron realizadas de forma anónima sin mostrar la cara, otras personas sólo dejaron que se grabase su voz. Así se revela la persecución a la que el régimen de Stroessner sometió a los homosexuales en la década de 1980. La comunidad LGBT sirvió de «chivo expiatorio del asesinato de un niño al que, según varios de los entrevistados, mandó matar el propio hijo del dictador, que era secretamente gay».
En abril de 2010, la película ganó el premio Derechos Humanos en el Buenos Aires Festival Internacional de Cine Independiente.